# Arany-hegy
Az Arany-hegy kiscelli agyagból álló 178 méter magasan elterülő fennsík, ami Budapest III. kerületében található, a Solymári-völgy Duna-völgyi torkolatának északi oldalán.
Az Aranyhegyi-völgy a Solymári-völgy délkeleti, Dunára nyíló vége az Arany-hegy, Üröm-hegy és a Hármashatár-hegy között, amelyen az Aranyhegyi-patak folyik végig. Ez a kb. 300-400 méter széles völgy oligocén üledékekkel, homokkal és agyaggal van feltöltve, amit löszös üledék borít.

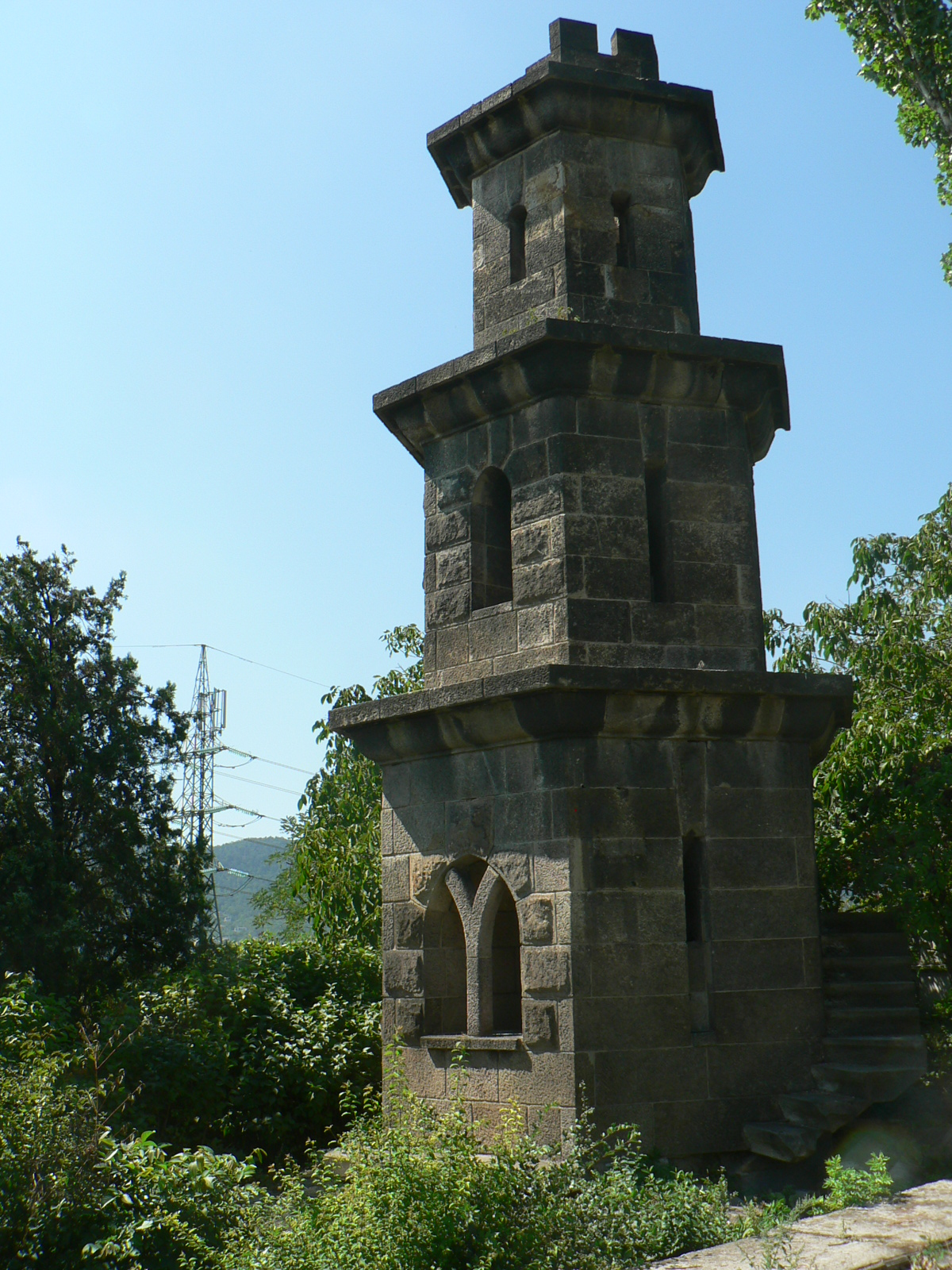
A Pogány-torony

A hegy területe a róla elnevezett Aranyhegy városrészhez tartozik, egyik legérdekesebb építménye a hegycsúcs közelében, 170 méteres tengerszint feletti magasságban található Pogány-torony. Az 1935-ben kultikus céllal épült toronyból páratlan körpanoráma nyílik a környékre, de az épület állapota romos, ezért már a megközelítése sem teljesen veszélytelen, a felsőbb szintekre való felmerészkedés pedig a részben leomlott, vagy lebontott lépcsőzet miatt kifejezetten balesetveszélyes (és igen körülményes). A magánterületen álló műemlék torony 2020-ban kisebb felújítást kapott. A szomszédos telekkel együtt eladásra kínálják.
A hegy lábánál, a Bécsi út és a Szőlővész utca kereszteződésénél található az 1886-ban épült Külső Bécsi úti Jézus Szent Szíve kápolna.